# Saison 1 de Kuzco, un empereur à l'école
 (août 2022).
Si vous disposez d'ouvrages ou d'articles de référence ou si vous connaissez des sites web de qualité traitant du thème abordé ici, merci de compléter l'article en donnant les références utiles à sa vérifiabilité et en les liant à la section « Notes et références ».
 (août 2022).
- Si vous ne connaissez pas le sujet, laissez ce bandeau (vous pouvez alors contacter les auteurs).
- Si vous supprimez le contenu mis en cause (vous pouvez préalablement contacter les auteurs),

argumentez précisément cette suppression dans la page de discussion
(un manque de référence n'est pas un argument ; une recherche réelle de référence doit avoir été effectuée, être formellement documentée).
Chronologie
Saison 2
La première saison de Kuzco, un empereur à l'école est diffusée pour la première fois aux États-Unis sur la chaîne Disney Channel entre le 27 janvier 2006 et le 11 novembre 2006.

## Épisodes
Les 21 épisodes de cette série sont :
| no | Titre                                                      | Titre anglophone                                        | Réalisation                 | Scénario                                        | Date de diffusion originale |
| --- | ---------------------------------------------------------- | ------------------------------------------------------- | --------------------------- | ----------------------------------------------- | --------------------------- |
| 1 | Ça laisse rongeur                                          | Rabbit Face                                             | David Knott                 | Bobs Gannaway                                   | 27 janvier 2006             |
| Pour valider ses acquis en éducation physique sportive, Kuzco doit gagner une course organisée par son école, la Kuzco Académie. Afin de battre le champion et teneur du titre, Kronk, ses amis villageois Pacha et sa famille lui font faire des exercices de mise en forme. A l'issue de l'entrainement Kuzco se sent prêt à remporter la course, mais se fait par la suite changer en lapin par une des potions d'Yzma (dont celle-ci est la proviseur Amzy de l'école). Si Kuzco ne remporte pas la course, ce sera l'échec scolaire et la voie pour accéder au titre d'empereur sera perdue d'avance, laissant l'opportunité à Yzma de devenir impératrice. Kuzco découragé va découvrir que malgré sa nouvelle apparence, a plus de capacités qu'il ne l'imaginait... |                                                            |                                                         |                             |                                                 |                             |
| 2 | Bucky, le petit écureuil Kuzco est malade                  | Squeakend at Bucky's Kuzco Fever                        | David Knott                 | Bobs Gannaway Kevin D. Campbell                 | 28 janvier 2006             |
| Bucky, le petit écureuil: Kuzco pense que parler l'écureuil comme deuxième langue vivante est inutile. Le professeur Moleguaco lui attribue comme compagnon Bucky l'écureuil. Celui-ci permettra à Kuzco d'apprendre cette langue en communiquant avec lui... Kuzco est malade: Kuzco a le mal du pays. Sa vie au palais lui manque et il ne peut plus supporter celle qu'il mène au village de Pacha. Il fait donc croire qu'il est malade pour retrouver tous ses avantages d'empereur... |                                                            |                                                         |                             |                                                 |                             |
| 3 | L'Impératrice Malina La Chasse à la grenouille             | Empress Malina The Adventures of Red-Eyed Tree Frog Man | Howy Parkins                | Kevin D. Campbell Scott Peterson                | 3 février 2006              |
| L'Impératrice Malina: Kuzco est perturbé par la présence d'un bouton qui défigure le visage de Malina. Afin de s'en débarrasser, Yzma (sous l'apparence de Kronk) lui refile une fiole pour remplacer le bouton par un bec de toucan, ce qui aggrave la situation... La Chasse à la grenouille: Kuzco ne supporte pas les grenouilles les jugeant comme des créatures dégoûtantes. Un jour il se transforme en grenouille par Yzma et Kronk et découvre qu'être une grenouille n'est pas si terrible que ça. Il se donne même le surnom de l'homme grenouille au yeux rouges... |                                                            |                                                         |                             |                                                 |                             |
| 4 | Devoir mangé: zéro pointé ! Kuzco, le survivant            | Hungry, Hungry Llama Only the Wrong Survive             | Howy Parkins                | Kevin D. Campbell Mark Banker                   | 10 février 2006             |
| Devoir mangé: zéro pointé !: Le professeur Moleguaco recalera Kuzco si celui-ci présente une nouvelle fausse excuse pour ne pas avoir fait son devoir. Yzma envoie donc Kronk sous la forme d'un lama pour aller manger le devoir de Kuzco. Kuzco, le survivant: Kuzco, Malina et Kronk doivent passer un examen de survie en pleine jungle. Kuzco ne parvient pas à s'adapter à cet environnement et part donc s'installer dans son bunker impérial d'urgence... |                                                            |                                                         |                             |                                                 |                             |
| 5 | Il faut que ça brille La bataille des robots               | Cart Wash Battle of the Bots                            | David Knott                 | Nina Bargiel & Jeremy Bargiel Kevin Seccia      | 17 février 2006             |
| Il faut que ça brille: Les élèves de l'école montent leurs propres stands de lavage de charette pour récolter 100 pièces pour accomplir leur devoir de "Charité". Malgré ses efforts Kuzco découvre 95 pièces qu'il s'approprie alors qu'elles appartiennent à quelqu'un d'autre... La bataille des robots: Kuzco doit créer un projet pour le concours annuel d'invention, et s'en va donc dans le labo d'Yzma pour chercher. Il trouve un grand robot de bois, qu'il active avant que celui-ci ne commette des dégâts... |                                                            |                                                         |                             |                                                 |                             |
| 6 | Dans la peau d'une fille                                   | Girls Behaving Oddly                                    | Howy Parkins                | Kevin Seccia                                    | 24 février 2006             |
| Les élèves reçoivent leurs bulletins de note du semestre. Malina, qui a d'habitude que des A+ dans toutes les matières, se retrouve avec un A- en sport et se fait donc écarter de pom-pom girls de l'école. Ne pouvant plus retourner pratiquer son activité préférée ou encore essayer d'autres activités qui ne lui conviennent pas, Malina finit par fréquenter la bande de Moxxie et devient une rebelle contre l'autorité. Kuzco et Kronk, craignant de perdre Malina pour toujours se changent en filles pour se joindre à bande de Moxxie dans le but de se rapprocher de Malina... |                                                            |                                                         |                             |                                                 |                             |
| 7 | Kuzco baby-sitter Le Plus Fort des deux                    | The Lost Kids The Big Fight                             | Howy Parkins                | Mark Seidenberg Scott Peterson                  | 3 mars 2006                 |
| Kuzco baby-sitter: Kuzco doit garder les enfants de Pacha et Chicha pendant qu'ils vont à un centre de remise en forme pour leur anniversaire de mariage. Kuzco se sentant pas prêt pour garder trois enfants fait appel à Malina... Le Plus Fort des deux: Pour s'être moqué de Kavo et de son langage ridicule, Kuzco est provoqué en duel par Kavo. Le combat singulier aura lieu au coucher du soleil, et Kuzco après avoir tout essayé pour échapper à la bagarre, finit par se changer en chaton pour affronter la grosse brute épaisse... |                                                            |                                                         |                             |                                                 |                             |
| 8 | Le Kuz-clone                                               | Kuzclone                                                | David Knott                 | Bobs Gannaway                                   | 10 mars 2006                |
| Kuzco doit faire une rédaction sur son meilleur ami. L'inconvénient est qu'il n'en a aucun. Alors il s'en invente un qu'il baptise "Bill Bol Lama". Tout allait bien jusqu'à ce que Monsieur Moleguaco demande à Kuzco de lui présenter son meilleur ami imaginaire. Alors que Kuzco cherchait un plan pour faire apparaître son meilleur ami imaginaire, il se fait accidentellement cloné par Kronk, et Kuzco se retrouve avec un double de lui, le faisant passer ainsi pour son meilleur ami "Bill Bol Lama". Ce dernier va finir par éclipser Kuzco en se faisant passer pour lui, comme le souhaitait Yzma.... |                                                            |                                                         |                             |                                                 |                             |
| 9 | Kuzco journaliste Le Chaton de l'empereur                  | Unfit to Print The Emperor's New Pet                    | Howy Parkins                | Mark Seidenberg                                 | 7 avril 2006                |
| Kuzco journaliste: Kuzco devient le nouveau rédacteur en chef du magazine quotidien de la Kuzco Académie, et ses histoires à dormir debout dans ses nouveaux articles comme aller faire un voyage sur le soleil, agacent en tout point Malina... Le Chaton de l'empereur: Kuzco doit s'occuper d'un chaton pour prouver qu'il est responsable. Cependant après avoir laissé son devoir dans son casier, il le retrouve sous la forme d'une panthère changé par Yzma... |                                                            |                                                         |                             |                                                 |                             |
| 10 | Empereur Kronk                                             | Peasant for a Day                                       | Howy Parkins                | Mark Banker                                     | 21 avril 2006               |
| C'est la journée d'hommage à Kuzco, et celui-ci est enthousiaste de vivre cette journée qui lui ait reservé. Ne pouvant supporter cette comédie, Malina décide de trafiquer le cours de Monsieur Moléguaco, en attribuant à Kuzco comme aux autres élèves, une pierre normale pour le désigner comme un simple villageois, et une pierre dorée à Kronk pour le nommer empereur pour un jour. Kuzco est contraint de se conduire comme un modeste villageois, pour réussir ces travaux pratiques et gagner en humilité... |                                                            |                                                         |                             |                                                 |                             |
| 11 | L'avenir, c'est pas de la tarte ! Un trésor Durement Gagné | Fortune Cookie Day Gold Fool's                          | David Knott                 | Glen Eichler Kevin Seccia                       | 5 mai 2006                  |
| L'avenir c'est pas de la tarte: Pour manipuler Kuzco et l'obliger à céder son titre d'empereur, Yzma adresse à Kuzco des biscuits de bonne fortune. A chaque biscuit, Kuzco incrédule, voit que sa prédiction se réalise... Un trésor durement gagné: Kuzco cherche par tout les moyens de se procurer de l'argent pour s'acheter un Carto-cycle. Pour ce faire, il doit aller chercher une créature magique, le Chouaca, et celui-ci lui donnera son trésor si Kuzco l'aperçoit... |                                                            |                                                         |                             |                                                 |                             |
| 12 | Le Mystère du Micchu Pachu                                 | The Mystery of Micchu Pachu                             | David Knott                 | Ed Scharlach                                    | 12 mai 2006                 |
| Une expedition dans les ruines anciennes du Micchu Pachu est organisée par l'école. Kuzco pense qu'il n'est pas un trouillard pour visiter les vestiges, habités par un fantôme de fourmilier squelettique, et que s'il déguerpit, il sera recalé... |                                                            |                                                         |                             |                                                 |                             |
| 13 | Démasquons le voleur de masque La Vie au grand air         | Oops, All Doodles Chipmunky Business                    | Howy Parkins                | Mark Seidenberg Kevin D. Campbell and Evan Gore | 24 juin 2006                |
| Démasquons le voleur de masque: Yzma soupçonne et accuse Kuzco d'avoir volé un masque sacré . Tout les suspects de la scène de crime, Kronk, Malina, et Yzma donnent chacun leurs propres versions des faits... La Vie au grand air : Kuzco doit intégrer un club pour obtenir son dîplome, et finit par aller chez les ragondins juniors tenu par Kronk. Kuzco devra remporter un badge pour passer le test, tout en évitant les coups fourrés des deux jumeaux d'Yzma, Zim et Zam... |                                                            |                                                         |                             |                                                 |                             |
| 14 | Esprit de famille                                          | Clash of the Families                                   | David Knott                 | John Matta & Ken Daly                           | 1er juillet 2006            |
| Le choc des familles, évènement de l'année où chaque famille s'affrontent dans une mulititude d'épreuves sportives, vient de commencer. Kuzco pensant qu'il n'a pas sa place dans l'équipe de Pacha pour gagner, s'en va avec l'équipe de Kronk... |                                                            |                                                         |                             |                                                 |                             |
| 15 | Le Nouveau Kronk fait régner l'ordre                       | The New Kid Officer Kronk                               | Howy Parkins                | Kevin D. Campbell Brian Swenlin Mark Seidenberg | 8 juillet 2006              |
| Le Nouveau : Kuzco fait la connaissance d'un autre empereur qui a intégré l'école, Oscar. Supposant qu'il s'agit d'un nouveau déguisement d'Yzma pour l'empêcher d'obtenir son diplôme, Kuzco tente de neutraliser le nouveau... Kronk fait régner l'ordre : Yzma nomme Kronk le nouveau surveillant de la Kuzco Académie, et Kuzco va profiter de cette occasion pour lever les interdits qu'il n'a pas le droit de pratiquer dans son école... |                                                            |                                                         |                             |                                                 |                             |
| 16 | Kronk emménage                                             | Kronk Moves In                                          | David Knott et Howy Parkins | Mark Seidenberg                                 | 15 juillet 2006             |
| Kronk se fait virer du Labo d'Yzma pour toute ses fautes professionnelles et son incompétence dans l'objectif d'éliminer Kuzco. Ne sachant pas où aller vivre il est recueilli par Pacha et Chicha, ce qui n'enchante pas Kuzco... |                                                            |                                                         |                             |                                                 |                             |
| 17 | Jardin d'enfants Comploteuse cherche acolytes              | Kuzcogarten Evil and Eviler                             | Howy Parkins                | Kevin Soccia Mark Banker                        | 5 août 2006                 |
| Jardin d'enfants : Kuzco n'a pas encore validé ses acquis au jardin d'enfant. Il doit donc s'y rendre pour faire un stage et s'entendre avec les autres enfants. Yzma quant à elle, s'introduit dans le jardin d'enfant pour pourrir le stage de Kuzco... Comploteuse cherche acolytes : Kuzco, s'amuse à jouer les fauteurs de troubles, et doit affronter une redoutable exterminatrice d'empereur, Miss Ni, qu'Yzma vient d'engager... |                                                            |                                                         |                             |                                                 |                             |
| 18 | La Fiancée de Kuzco                                        | The Bride of Kuzco                                      | David Knott                 | Ed Scharlach                                    | 12 août 2006                |
| Imatcha, l'entremetteur de Kuzco annonce à celui-ci qu'il lui a trouvé une fiancée. Si Kuzco l'épouse, il redeviendra empereur. Seulement Kuzco se rend compte qu'avec sa nouvelle future compagne, la vie d'empereur n'aura rien à voir avec celle qu'il croyait... |                                                            |                                                         |                             |                                                 |                             |
| 19 | Les extraterrestres sont là Un remplaçant pas commode      | U.F.kuzcO. Attack Sub                                   | Howy Parkins                | Bobs Gannaway Michael Grodner                   | 19 août 2006                |
| Les extraterrestres sont là : Kuzco pense qu'il existe des petits hommes verts de l'espace qui cherche la planète Terre pour venir le voir... Un remplaçant pas commede : Kuzco souhaiterait que Monsieur Moleguaco prenne du repos, afin que Kuzco puisse avoir moins de devoir. Seulement quand arrive le remplaçant Monsieur Nadaempa, qui est très sévère avec les élèves, Kuzco commence à regretter Monsieur Moleguaco et prie pour qu'il revienne... |                                                            |                                                         |                             |                                                 |                             |
| 20 | L'Étrange Noël de Madame Izma Le Bal costumé               | The Yzma That Stole Kuzcoween Monster Masquerade        | David Knott et Howy Parkins | Mark Seidenberg Kevin Seccia                    | 14 octobre 2006             |
| L'Étrange Noël de Madame Izma : Yzma tente de saboter la fête de la Kuzcoween pour la remplacer par la Yzmaween... Note : Cet épisode s'inspire de l'oeuvre du Dr. Seuss, Comment le Grinch a volé Noël. Le Bal costumé : Malina reçoit une invitation d'un admirateur secret pour l'emmener au bal costumé. Kuzco et Kronk se mettent à la recherche de cet admirateur... |                                                            |                                                         |                             |                                                 |                             |
| 21 | Yzma Impératrice                                           | Yzmapolis                                               | David Knott et Howy Parkins | Kevin D. Campbell and Ed Scharlach              | 11 novembre 2006            |
| Après avoir causé quelques désagréments dans son entourage, Kuzco se rend au temple du dieu du ciel pour faire le vœu de n'avoir jamais été empereur. Ce vœu, bien qu'il se soit réalisé correctement, fait que tout le monde a oublié Kuzco et a permis à Yzma de devenir impératrice et de créer son empire Yzmapolis... Note : Cet épisode s'inspire du film de Frank Capra La vie est belle, et on peut noter que l'épisode a quelque ressemblance avec le film Kuzco, l'Empereur Mégalo, quand Yzma veut détruire le village de Pacha pour y construire sa résidence estivale Yzmatopia (un peu comme Kuzcotopia). L'épisode se termine sur un petit court-métrage de Bucky l'écureuil qui gonfle plusieurs ballon qui explose.                                        |                                                            |                                                         |                             |                                                 |                             |